# Leichtathletik-Südamerikameisterschaften 1933
Die VIII. Leichtathletik-Südamerikameisterschaften fanden vom 6. bis zum 9. April 1933 in Montevideo statt. Die Mannschaftswertung gewann das argentinische Team mit 145 Punkten vor den Chilenen mit 54 Punkten. Dahinter erhielten die Mannschaft Uruguays 36 Punkte und Brasilien 34 Punkte. Erfolgreichster Athlet war der brasilianische Hürdenläufer Sylvio Padilha mit zwei Titeln und einem zweiten Platz. Der Chilene Manuel Plaza siegte im Crosslauf und im erstmals ausgetragenen Straßenlauf und gewann damit seinen insgesamt 13. und 14. Titel.

## Männerwettbewerbe

### 100-Meter-Lauf Männer
| Platz | Athlet               | Land | Zeit   |
| ----- | -------------------- | ---- | ------ |
| 1     | José de Almeida      | BRA  | 10,6 s |
| 2     | Juan Maglio          | ARG  | 10,6 s |
| 3     | José Vicente Salinas | CHI  | 11,0 s |

Finale: 8. April

### 200-Meter-Lauf Männer
| Platz | Athlet               | Land | Zeit   |
| ----- | -------------------- | ---- | ------ |
| 1     | José Vicente Salinas | CHI  | 21,7 s |
| 2     | José de Almeida      | BRA  |        |
| 3     | Antonio Sande        | ARG  |        |

Finale: 9. April

### 400-Meter-Lauf Männer
| Platz | Athlet               | Land | Zeit   |
| ----- | -------------------- | ---- | ------ |
| 1     | José Vicente Salinas | CHI  | 48,4 s |
| 2     | Héctor Domínguez     | URU  | 49,2 s |
| 3     | Juan Anderson        | ARG  | 49,2 s |

Finale: 8. April

### 800-Meter-Lauf Männer
| Platz | Athlet                 | Land | Zeit       |
| ----- | ---------------------- | ---- | ---------- |
| 1     | Juan Anderson          | ARG  | 1:57,8 min |
| 2     | Hermenegildo Del Rosso | ARG  | 1:58,6 min |
| 3     | Carlos Gallardo        | ARG  | 1:59,6 min |

Finale: 9. April

### 1500-Meter-Lauf Männer
| Platz | Athlet                 | Land | Zeit       |
| ----- | ---------------------- | ---- | ---------- |
| 1     | Belisario Alarcón      | CHI  | 4:02,6 min |
| 2     | Hermenegildo Del Rosso | ARG  | 4:05,2 min |
| 3     | Juan Carballeira       | ARG  | 4:06,4 min |

Finale: 6. April

### 5000-Meter-Lauf Männer
| Platz | Athlet         | Land | Zeit        |
| ----- | -------------- | ---- | ----------- |
| 1     | Roger Ceballos | ARG  | 15:14,6 min |
| 2     | Luis Oliva     | ARG  | 15:17,6 min |
| 3     | Eusebio Guiñez | ARG  |             |

Finale: 6. April

### 10.000-Meter-Lauf Männer
| Platz | Athlet            | Land | Zeit        |
| ----- | ----------------- | ---- | ----------- |
| 1     | Eusebio Guiñez    | ARG  | 33:08,0 min |
| 2     | Belisario Alarcón | CHI  | 33:23,6 min |
| 3     | Roger Ceballos    | ARG  |             |

Finale: 8. April

### Straßenlauf Männer
| Platz | Athlet             | Land | Zeit |
| ----- | ------------------ | ---- | ---- |
| 1     | Manuel Plaza       | CHI  |      |
| 2     | José Ribas         | ARG  |      |
| 3     | Fernando Cicarelli | ARG  |      |

Finale: 9. April, Streckenlänge 32 km

### Crosslauf Männer
| Platz | Athlet             | Land | Zeit |
| ----- | ------------------ | ---- | ---- |
| 1     | Manuel Plaza       | CHI  |      |
| 2     | Fernando Cicarelli | ARG  |      |
| 3     | Belisario Alarcón  | CHI  |      |

Finale: 7. April

### 110-Meter-Hürdenlauf Männer
| Platz | Athlet         | Land | Zeit   |
| ----- | -------------- | ---- | ------ |
| 1     | Sylvio Padilha | BRA  | 14,8 s |
| 2     | Miguel Aldatz  | ARG  | 14,8 s |
| 3     | Juan Lavenás   | ARG  |        |

Finale: 8. April

### 400-Meter-Hürdenlauf Männer
| Platz | Athlet           | Land | Zeit   |
| ----- | ---------------- | ---- | ------ |
| 1     | Sylvio Padilha   | BRA  | 54,0 s |
| 2     | Gerardo Lorenzo  | ARG  | 55,4 s |
| 3     | Héctor Domínguez | URU  | 56,2 s |

Finale: 9. April

### 4-mal-100-Meter-Staffel Männer
| Platz | Athleten                                              | Land | Zeit   |
| ----- | ----------------------------------------------------- | ---- | ------ |
| 1     | Laindevar Arnaldo Borras Jorge Bonino Jaime Meregalli | URU  | 44,0 s |
| 2     | Medina de Castro Sylvio Padilha José de Almeida       | BRA  | 45,5 s |
| 3     |                                                       |      |        |

Finale: 9. April
Die argentinische Staffel wurde disqualifiziert.

### 4-mal-400-Meter-Staffel Männer
| Platz | Athleten                                                 | Land | Zeit       |
| ----- | -------------------------------------------------------- | ---- | ---------- |
| 1     | Francisco Dova Werner Kals Juan Anderson Gerardo Lorenzo | ARG  | 3:25,0 min |
| 2     | Jorge Sierra San Roman Ciro Vignoly Héctor Domínguez     | URU  | 3:27,2 min |
| 3     |                                                          |      |            |

Finale: 8. April
Es waren nur zwei Staffeln am Start.

### 3000-Meter-Mannschaftslauf Männer
| Platz | Athlet                                                           | Land | Zeit |
| ----- | ---------------------------------------------------------------- | ---- | ---- |
| 1     | Luis Oliva Martinez Eusebio Guiñez Oscar Alonso Juan Carballeira | ARG  |      |
| 2     | Di Gaete Pijuan Saenz Lopez Morales                              | URU  |      |
| 3     |                                                                  |      |      |

Finale: 7. April
Schnellster Läufer war Oliva in 8:51,6 Minuten.

### Hochsprung Männer
| Platz | Athlet         | Land | Höhe   |
| ----- | -------------- | ---- | ------ |
| 1     | Alfonso Burgos | CHI  | 1,85 m |
| 2     | Luis Bosetti   | ARG  | 1,80 m |
| 3     | Julio Bastón   | URU  | 1,80 m |

Finale: 6. April

### Stabhochsprung Männer
| Platz | Athlet           | Land | Höhe   |
| ----- | ---------------- | ---- | ------ |
| 1     | Diego Pajmaevich | ARG  | 3,95 m |
| 2     | Lúcio de Castro  | BRA  | 3,80 m |
| 3     | Pedro Furné      | ARG  | 3,30 m |

Finale: 8. April

### Weitsprung Männer
| Platz | Athlet        | Land | Weite   |
| ----- | ------------- | ---- | ------- |
| 1     | Héctor Berra  | ARG  | 7,26 m  |
| 2     | Mario Cardoso | URU  | 6,465 m |
| 3     | Ramón Quesada | ARG  | 6,46 m  |

Finale: 8. April
Berras Vorsprung war der größte Vorsprung eines Weitspringers in der Geschichte der Südamerikameisterschaften.

### Dreisprung Männer
| Platz | Athlet         | Land | Weite   |
| ----- | -------------- | ---- | ------- |
| 1     | Tomás Diz      | ARG  | 13,80 m |
| 2     | Pedro Aizcorbe | ARG  | 13,75 m |
| 3     | Julio Bastón   | URU  | 13,66 m |

Finale: 8. April

### Kugelstoßen Männer
| Platz | Athlet          | Land | Weite    |
| ----- | --------------- | ---- | -------- |
| 1     | Rodolfo Butori  | ARG  | 14,145 m |
| 2     | Héctor Benapres | CHI  | 13,52 m  |
| 3     | Antônio Lyra    | BRA  | 13,485 m |

Finale: 9. April

### Diskuswurf Männer
| Platz | Athlet          | Land | Weite   |
| ----- | --------------- | ---- | ------- |
| 1     | Héctor Benapres | CHI  | 43,88 m |
| 2     | Pedro Elsa      | ARG  | 40,93 m |
| 3     | Bento Barros    | BRA  | 40,15 m |

Finale: 6. April

### Hammerwurf Männer
| Platz | Athlet             | Land | Weite   |
| ----- | ------------------ | ---- | ------- |
| 1     | Federico Kleger    | ARG  | 53,51 m |
| 2     | Antonio Barticevic | CHI  | 45,53 m |
| 3     | Juan Fusé          | ARG  | 45,00 m |

Finale: 7. April

### Speerwurf Männer
| Platz | Athlet            | Land | Weite   |
| ----- | ----------------- | ---- | ------- |
| 1     | Efraín Santibáñez | CHI  | 58,10 m |
| 2     | Julio Diturbide   | ARG  | 56,58 m |
| 3     | José Pergañeda    | ARG  | 56,10 m |

Finale: 9. April

### Zehnkampf Männer
| Platz | Athlet           | Land | Punkte   |
| ----- | ---------------- | ---- | -------- |
| 1     | Diego Pajmaevich | ARG  | 5759,230 |
| 2     | Raimundo Guiñazu | ARG  | 4724,580 |
| 3     |                  |      |          |

8. und 9. April
Es waren nur zwei Athleten am Start.

## Frauenwettbewerbe
Frauenwettbewerbe wurden bei der Südamerikameisterschaft erst ab 1939 ausgetragen.

## Medaillenspiegel
| Medaillenspiegel Endstand nach 23 Entscheidungen | Medaillenspiegel Endstand nach 23 Entscheidungen | Medaillenspiegel Endstand nach 23 Entscheidungen | Medaillenspiegel Endstand nach 23 Entscheidungen | Medaillenspiegel Endstand nach 23 Entscheidungen | Medaillenspiegel Endstand nach 23 Entscheidungen |
| Platz                                            | Land                                             | Gold                                             | Silber                                           | Bronze                                           | Gesamt                                           |
| ------------------------------------------------ | ------------------------------------------------ | ------------------------------------------------ | ------------------------------------------------ | ------------------------------------------------ | ------------------------------------------------ |
| 1                                                | Argentinien                                      | 11                                               | 13                                               | 12                                               | 36                                               |
| 2                                                | Chile                                            | 8                                                | 3                                                | 2                                                | 13                                               |
| 3                                                | Brasilien                                        | 3                                                | 3                                                | 2                                                | 8                                                |
| 4                                                | Uruguay                                          | 1                                                | 4                                                | 3                                                | 8                                                |